# Eduard Layret i Foix
Eduard Layret i Foix (Barcelona, 26 d'abril de 1882 - no abans del 1943) fou un advocat i polític català, germà de Francesc Layret i Foix, diputat a les Corts de la Segona República Espanyola.

## Biografia
Va néixer al carrer Sant Pau de Barcelona, fill de Francesc Lairet i Rico, un rellotger nascut a Vinaròs, i de Ramona Foix i Prats natural de Barcelona.
Ideològicament proper al federalisme i membre de la maçoneria, a les eleccions generals espanyoles de 1931 fou elegit diputat per la província de Barcelona com a federalista independent, si bé es va integrar en el grup parlamentari d'ERC. El 1933 formà part de la comissió parlamentària que votà favorablement a la llibertat condicional de Joan March Ordinas, raó per la qual fou expulsat d'ERC durant tres anys. Entre 13 de juny i 4 de novembre de 1936 fou delegat de la Generalitat de Catalunya a Girona.